# Саша Никитовић
Саша Никитовић (Београд, 12. јун 1979) бивши је српски кошаркаш, а садашњи кошаркашки тренер. Тренутно је главни тренер ФМП-а што је његов други мандат на клупи претходно поменутог тима.

## Каријера

### Играчка каријера
Никитовић је играо за Црвену звезду, Раднички Обреновац, Умку, Добој и Сибију у Првој лиги Румуније.

### Тренерска каријера
Никитовић је тренерску каријеру започео 2004. године у Партизану, као помоћни тренер Душка Вујошевића. Током 2005. прешао је у Црвену звезду и постао помоћни тренер тима са Драганом Шакотом и Стеваном Караџићем.
Дана 18. марта 2011. постао је први тренер Црвене звезде, која је играла Јадранску лигу и Српску лигу, након што је Михаило Увалин отпуштен са те позиције.
Никитовић је 19. новембра 2018. именован за главног тренера словеначког тима Олимпија Љубљана. Дана 19. фебруара 2019. године престао је да буде тренер Олимпије, након што је споразумно раскинут уговор између њега и клуба.
У јуну 2019. именован је за тренера тима Динамик до 18 година, као и за координатора омладинског система клуба. Динамик је 12. фебруара 2021. именовао Никитовића за првог тренера тима.
Никитовић је 31. јануара 2024. године постао тренер ФМП-а.
Био је асистент тренера Душана Ивковића у репрезентацији Србије на два Европска првенства, 2009. године у Пољској и 2011. у Литванији. Никитовић је био помоћни тренер репрезентације Србије и током Светског првенства 2010. године одржаног у Турској. Са репрезентацијом Србије освојио је сребрну медаљу на Европском првенству 2009. године.
Био је помоћни тренер Универзитетске кошаркашке репрезентације Србије, док је главни тренер био Александар Кесар на Универзијади 2007. у Банкоку и Београду, 2009. године. Освојио је сребрну медаљу на Универзијади 2007. године, а златну 2009. на истом такмичењу.
Водио је кадетску репрезентацију Србије на два Европска првенства — 2010. Црној Гори и 2011. у Чешкој. Био је тренер репрезентације Бахреина током Азијског првенства одржаног 2013. године на Филипинима.